# Wasyl Iszczak
Wasyl Jewhenowycz Iszczak, ukr. Василь Євгенович Іщак, ros. Василий Евгеньевич Ищак, Wasilij Jewgienjewicz Iszczak (ur. 5 kwietnia 1955 we wsi Dubie, w obwodzie lwowskim) – ukraiński piłkarz, grający na pozycji obrońcy, a wcześniej pomocnika lub napastnika. Posiada obywatelstwo kanadyjskie.

## Kariera piłkarska

### Kariera klubowa
Wychowanek amatorskiej drużyny Sokił Lwów. Pierwszy trener W.N.Stołbin. W 1974 rozpoczął karierę piłkarską w SK Łuck odbywając służbę wojskową. W latach 1976–1977 występował w składzie Maszuk Piatigorsk. W sierpniu 1977 przeszedł do Czornomorca Odessa, barw którego bronił przez 14 lat. Potem wyjechał za granicę, gdzie został piłkarzem węgierskiego Budapesti Vasutas. W 1993 powrócił do Ukrainy, gdzie występował w Błaho Błahojewe. W 1994 emigrował z rodziną za ocean, gdzie zakończył karierę piłkarską w kanadyjskim zespole Toronto-Italia.

## Kariera trenerska
Po rozstaniu z wyczynowym uprawianiem sportu pozostał przy futbolu jako trener. Otrzymał licencję trenerska kategorii A. Założył w Kanadzie własną szkołę piłkarską, gdzie szkolił dzieci. Od 2008 pracuje w sztabie szkoleniowym SDJuSzOR Czornomoreć Odessa.

## Sukcesy i odznaczenia

### Sukcesy klubowe
- mistrz Pierwszej ligi ZSRR: 1987
- zdobywca Pucharu Federacji Piłki Nożnej ZSRR: 1990

### Odznaczenia
- tytuł Mistrza Sportu ZSRR: 1980